# Hilda Molina
 Bác sĩ Hilda Molina (tên khai sinh Hilda Molina y Morejon năm 1942 tại Ciego de Avila, Cuba) là cựu bác sĩ phẫu thuật thần kinh trưởng của Cuba. Molina cũng là một đại biểu trong Quốc hội Cuba nhưng là một nhà phê bình của chính phủ Cuba kể từ đầu những năm 1990. Những lời chỉ trích của bà tập trung chủ yếu vào hệ thống chăm sóc sức khỏe do nhà nước quản lý của Cuba.
Năm 1987, Molina thành lập trung tâm phẫu thuật thần kinh ở Havana. Đến năm 1991, trung tâm của bà đã trở thành một trong những trung tâm khoa học quan trọng nhất ở Cuba. Cùng năm đó, Molina tuyên bố bà được Bộ trưởng Bộ Y tế lúc đó là Julio Teja Perez thông báo rằng trung tâm của bà có thể chữa bệnh cho người nước ngoài trả bằng đô la Mỹ. Trước đây, trung tâm chỉ điều trị cho bệnh nhân Cuba. Molina sau đó đã từ chức vị trí của mình tại trung tâm và từ bỏ chiếc ghế của bà tại Quốc hội. Molina tuyên bố rằng bà và con trai của mình đã bị trả thù bởi những gì được gọi là "hành vi thoái thác". Bà đã liên tục bị từ chối cấp visa đi du lịch vì lý do cá nhân cũng như nghề nghiệp cho đến tháng 6 năm 2009 khi được phép thăm gia đình ở Argentina.

## Yêu cầu đi du lịch
Molina đã đưa ra nhiều yêu cầu đến thăm các thành viên gia đình cư trú tại Argentina. Năm 2004, sau khi Molina một lần nữa bị chính phủ Cuba từ chối cấp thị thực. Bức thư của Molina đã được chuyển đến Ủy ban Nhân quyền Liên Hợp Quốc và các nhóm nhân quyền quốc tế khác. Trong bức thư Molina nói: "Chính phủ Cuba cản trở tôi tạm thời đến Argentina để đoàn tụ, sau 11 năm chia cách, với con trai tôi, một người Argentina nhập tịch và với vợ là công dân Argentina". Bà cũng liệt kê nhiều ví dụ mà bà tin rằng các quyền của mình đã bị chính quyền Cuba xâm phạm để tuyên bố rằng "các cơ quan nhà nước độc đoán trì hoãn hoặc từ chối, kích động sự chia ly của hàng ngàn gia đình vô tội, khiến họ chìm trong nỗi sợ hãi của chia ly, vì vậy, khiến họ bị tê liệt, vì vậy họ không có khả năng để đòi lại sự tôn trọng quyền lợi cơ bản nhất của họ".
Vào tháng 7 năm 2006, một tuần trước khi căn bệnh của Fidel Fidel dẫn đến việc tổng thống Cuba chuyển giao nhiệm vụ tổng thống cho anh trai Raúl Castro, Chủ tịch Cuba đã bị các nhà lãnh đạo quốc tế và các nhà báo thẩm vấn về vấn đề này khi tham dự một hội nghị ở Argentina. Tổng thống Argentina Néstor Kirchner đã nhân cơ hội này để ép nhà lãnh đạo Cuba cho phép bác sĩ phẫu thuật Hilda Molina, một đồng minh của Fidel một thời, rời Cuba để ở với con cháu của bà ở Argentina. Trong một cuộc họp báo ngẫu hứng, phóng viên Channel 41 của Miami, Juan Manuel Cao đã hỏi Fidel về Molina, người thông báo của Castro nổi giận đã hỏi phóng viên, "Ai trả tiền cho ông?" và sau đó cáo buộc ông là "lính đánh thuê" cho Tổng thống Bush.
Vào tháng 6 năm 2009, có thông tin rằng chính phủ Cuba đã đảo ngược vị thế của mình và sẽ cho phép Molina đến thăm Argentina.
Câu chuyện của Molina đã truyền cảm hứng cho cuốn tiểu thuyết bán chạy nhất của Marcos Aguinis, La Pasion Segun Carmela.

## Tiểu sử
Molina, Hilda (2010). Mi verdad: de la Revolución cubana al desencanto: la historia de una luchadora (bằng tiếng Tây Ban Nha). Planeta. ISBN 978-950-49-2289-6.